# Bertrand Gachot
Bertrand Jean-Louis Gachot (* 23. Dezember 1962 in Luxemburg) ist ein ehemaliger belgisch-französischer Automobilrennfahrer. Er startete u. a. zwischen 1989 und 1995 in der Formel 1, in der er überwiegend für kleine, teilweise neu gegründete Teams antrat; im Sportwagenbereich gewann er 1991 auf Mazda das 24-Stunden-Rennen von Le Mans.

## Staatsangehörigkeit
Gachot wird in der Fachliteratur häufig nur als Belgier ausgewiesen. Das liegt daran, dass er in Belgien aufwuchs und stets mit einer belgischen Rennlizenz antrat. Er selbst sieht sich jedoch nicht zuletzt wegen seiner französischen Eltern als Franzose, gibt aber zu, schwierig einer einzelnen Nation zuzuordnen zu sein. Er wählte daher oft die Flagge der Europäischen Union, beispielsweise auf seinem Helm. Soweit bekannt ist, besitzt Gachot sowohl die belgische als auch die französische Staatsangehörigkeit.

## Karriere

### Anfänge
Gachot startete seine Karriere als Kartfahrer. Seinen Weg zur Formel 1 fand er über die britische Formel 3 und die Formel 3000.

### Formel 1
1989 debütierte Gachot mit dem neu gegründeten Rennstall Onyx in der Formel 1. Nachdem er ebenso wie sein Teamkollege Stefan Johansson bei den ersten Weltmeisterschaftsläufen jeweils in der Vorqualifikation gescheitert war, nahm er im Sommer 1989 insgesamt fünfmal für Onyx an einem Formel-1-Rennen teil. Bei zwei Läufen kam er ins Ziel: Er wurde in Frankreich 13. und in Großbritannien Zwölfter. Vor dem Großen Preis von Portugal wurde Gachot durch JJ Lehto ersetzt. Gachot wechselte daraufhin für die letzten beiden Saisonrennen zu dem in Fußgönheim ansässigen Rennstall Rial, der sich in erheblichen wirtschaftlichen und technischen Schwierigkeiten befand. Er qualifizierte sich im Rial für keines der Rennen.

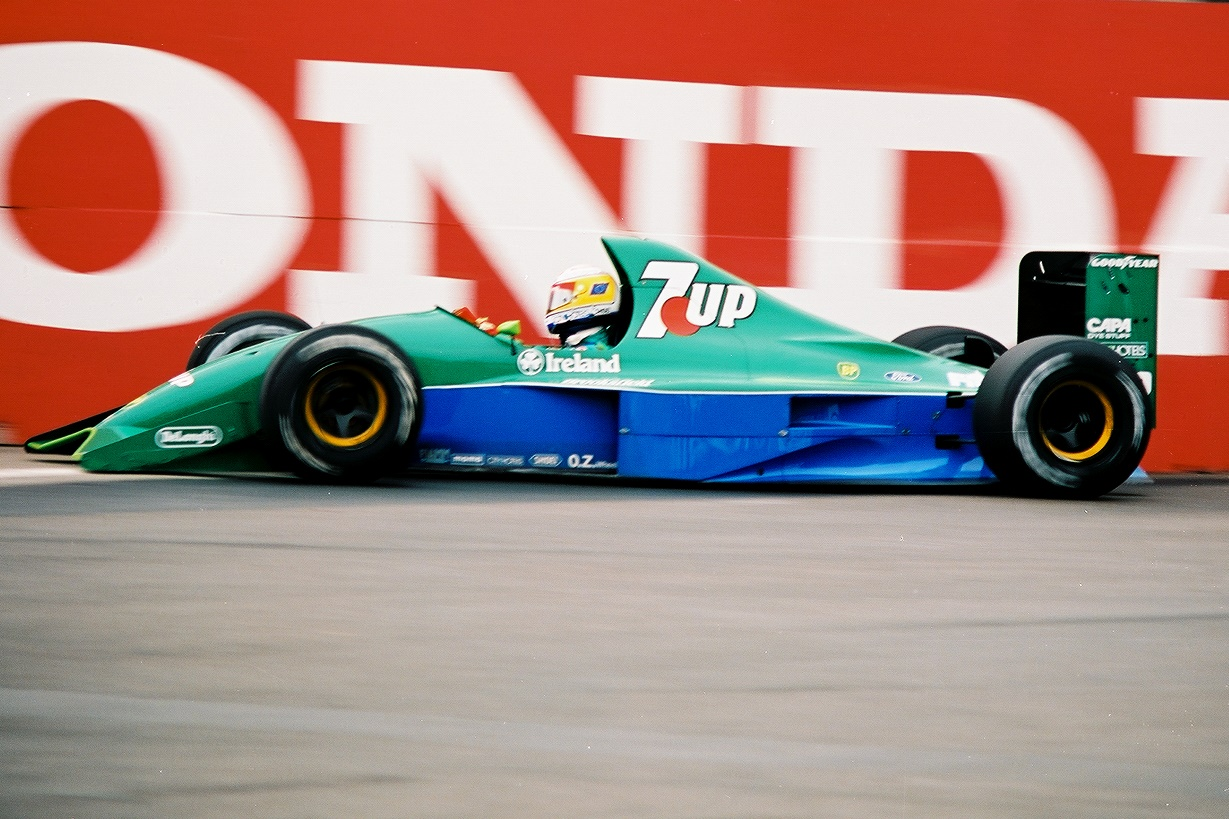
Bertrand Gachot im Jordan 191 beim Großen Preis der USA 1991

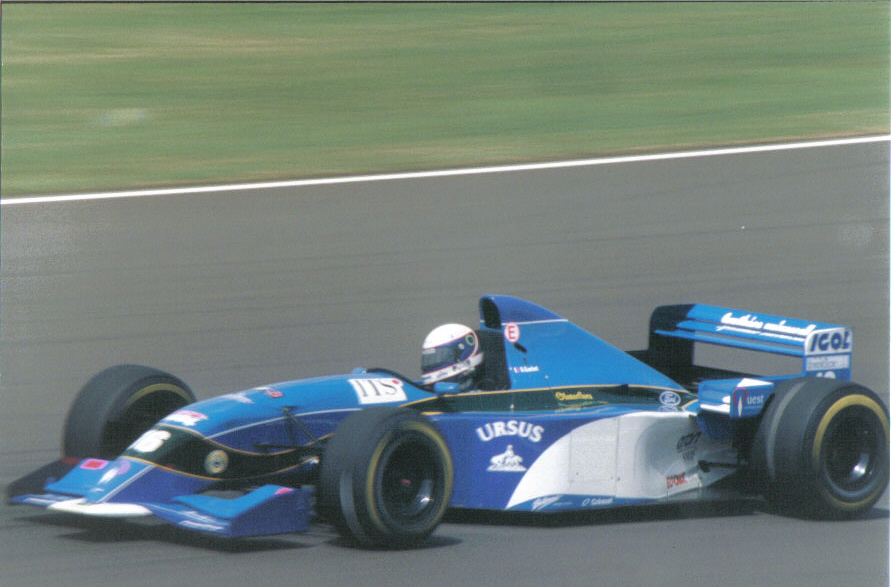
Bertrand Gachot im Pacific PR02 beim Großen Preis von Großbritannien 1995

1990 wechselte Gachot zum umbrischen Formel-1-Team Coloni, das in diesem Jahr einen von Subaru finanzierten und von Motori Moderni konstruierten Zwölfzylinder-Boxermotor einsetzte. Der Motor war leistungsschwach und unzuverlässig; Gachot hielt aber das Chassis – den Coloni C3B – für „noch schlimmer“. Im Coloni-Subaru scheiterte er achtmal in Folge an der Vorqualifikation. Als Coloni im Sommer auf herkömmliche Cosworth-Motoren gewechselt war, bestand Gachot im überarbeiteten Coloni C3C zwar regelmäßig die Vorqualifikation, scheiterte dann aber jeweils in der eigentlichen Qualifikation. Im Ergebnis bestritt Gachot 1990 kein einziges Formel-1-Rennen.
1991 nahm das neu gegründete Team Jordan Gachot unter Vertrag. Mit dem von Anfang an konkurrenzfähigen Jordan 191 erzielte Gachot ansprechende Ergebnisse. Insgesamt fuhr er in diesem Jahr vier Weltmeisterschaftspunkte ein. Allerdings beendete er die Saison 1991 vorzeitig. Nach einem angeblichen Angriff mit Reizgas auf einen Taxifahrer in London wurde Gachot inhaftiert und konnte beim Formel-1-Lauf in Spa-Francorchamps am 25. August 1991 nicht starten. Ersatzfahrer war Michael Schumacher, der damit sein erstes Formel-1-Rennen bestritt.
1992 ging Gachot in der Formel 1 für das französische Team Larrousse an den Start, das zeitweise als Venturi firmierte. Hier erzielte Gachot einen Weltmeisterschaftspunkt. Für 1993 erhielt er kein Cockpit in der Formel 1. 1994 kehrte Gachot mit dem neu in der Formel 1 etablierten britischen Rennstall Pacific in den Grand-Prix-Sport zurück. Er fuhr neben Paul Belmondo. Gachot kam bei keinem der 16 Saisonrennen ins Ziel. Ab dem Großen Preis von Kanada scheiterte er zehnmal in Folge an der Qualifikationshürde. Vor der Formel-1-Weltmeisterschaft 1995 übernahm er Anteile des Rennstalls und wurde so dessen Mitinhaber. Auch 1995 ging Gachot für Pacific an den Start, musste aber im Sommer sein Cockpit an Giovanni Lavaggi übergeben, der dem finanziell angeschlagenen Team neue Geldmittel verschaffte. Im November 1995 beendete Gachot zunächst seine Rennfahrerkarriere und verkaufte seine Anteile an Pacific.

### Sportwagenrennen
Parallel zu seinem Formel-1-Engagement bestritt Gachot mit Johnny Herbert und Volker Weidler 1991 die 24 Stunden von Le Mans in einem wankelgetriebenen Mazda 787B. Gachot, Herbert und Weidler kamen als Sieger ins Ziel. Dies war der erste Sieg eines japanischen Motorenherstellers bei diesem traditionsreichen Rennen (erst 2018 wieder siegte Toyota) und zugleich Gachots größter Erfolg. Gachot fuhr anschließend für jeweils kurze Zeit in wechselnden Rennserien. Eine Platzierung im Spitzenfeld war der vierte Gesamtrang beim 24-Stunden-Rennen 1992 im Team mit Johnny Herbert, Volker Weidler und dem Brasilianer Maurizio Sandro Sala auf einem Mazda MXR-01.
Nach einem Jahr Pause betätigte er sich aber 1997 wieder im Motorsport und fuhr bei den 24 Stunden von Le Mans im Team von Erwin Kremer einen Porsche der GT1-Klasse.

## Statistik

### Statistik in der Formel 1

#### Gesamtübersicht
| Saison | Team      | Chassis                 | Motor                                     | Rennen | Siege | Zweiter | Dritter | Poles | schn. Runden | Punkte | WM-Pos. |
| ------ | --------- | ----------------------- | ----------------------------------------- | ------ | ----- | ------- | ------- | ----- | ------------ | ------ | ------- |
| 1989   | Onyx      | Onyx ORE-1              | Ford Cosworth DFR 3.5 V8                  | 5      | –     | –       | –       | –     | –            | –      | 32.     |
| 1989   | Rial      | Rial ARC2               | Ford Cosworth DFR 3.5 V8                  | –      | –     | –       | –       | –     | –            | –      | 32.     |
| 1990   | Coloni    | Coloni C3B / Coloni C3C | Subaru 3.5 B12 / Ford Cosworth DFR 3.5 V8 | –      | –     | –       | –       | –     | –            | –      | –       |
| 1991   | Jordan    | Jordan 191              | Ford HB IV/V 3.5 V8                       | 10     | –     | –       | –       | –     | –            | 4      | 13.     |
| 1991   | Lola      | Lola LC91               | Ford Cosworth DFR 3.5 V8                  | –      | –     | –       | –       | –     | –            | –      | 13.     |
| 1992   | Larrousse | Venturi LC92            | Lamborghini 3.5 V12                       | 16     | –     | –       | –       | –     | –            | 1      | 19.     |
| 1994   | Pacific   | Pacific PR01            | Ilmor 3.5 V10                             | 5      | –     | –       | –       | –     | –            | –      | –       |
| 1995   | Pacific   | Pacific PR02            | Ford ED 3.0 V8                            | 11     | –     | –       | –       | –     | –            | –      | 26.     |
| Gesamt | Gesamt    | Gesamt                  | Gesamt                                    | 47     | –     | –       | –       | –     | –            | 5      |         |

### Le-Mans-Ergebnisse
| Jahr | Team                 | Fahrzeug        | Teamkollege    | Teamkollege        | Teamkollege          | Platzierung | Ausfallgrund     |
| ---- | -------------------- | --------------- | -------------- | ------------------ | -------------------- | ----------- | ---------------- |
| 1990 | Mazdaspeed Co. Ltd.  | Mazda 787       | Johnny Herbert | Volker Weidler     |                      | Ausfall     | Elektrik         |
| 1991 | Mazdaspeed Co. Ltd.  | Mazda 787B      | Johnny Herbert | Volker Weidler     |                      | Gesamtsieg  |                  |
| 1992 | Mazdaspeed Co. Ltd.  | Mazda MXR-01    | Johnny Herbert | Volker Weidler     | Maurizio Sandro Sala | Rang 4      |                  |
| 1994 | Kremer Honda Racing  | Honda NSX       | Armin Hahne    | Christophe Bouchut |                      | Rang 14     |                  |
| 1995 | Honda Motor Co. Ltd. | Honda NSX GTI   | Armin Hahne    | Ivan Capelli       |                      | Ausfall     | Kupplungsschaden |
| 1997 | Kremer Racing        | Porsche 911 GT1 | Andy Evans     | Christophe Bouchut |                      | Ausfall     | Motorschaden     |

### Einzelergebnisse in der Sportwagen-Weltmeisterschaft
| Saison | Team         | Rennwagen    | 1   | 2   | 3   | 4   | 5   | 6   | 7   | 8   |
| ------ | ------------ | ------------ | --- | --- | --- | --- | --- | --- | --- | --- |
| 1989   | Lloyd Racing | Porsche 962  | SUZ | DIJ | JAR | BRH | NÜR | DON | SPA | MEX |
| 1989   | Lloyd Racing | Porsche 962  |     | 11  |     |     |     |     |     |     |
| 1991   | Mazdaspeed   | Mazda 787B   | SUZ | MON | SIL | LEM | NÜR | MAG | MEX | AUT |
| 1991   | Mazdaspeed   | Mazda 787B   | 1   |     |     |     |     |     |     |     |
| 1992   | Mazdaspeed   | Mazda MXR-01 | MON | SIL | LEM | DON | SUZ | MAG |     |     |
| 1992   | Mazdaspeed   | Mazda MXR-01 | 4   |     |     |     |     |     |     |     |